# Grayia smithii
Grayia smithii là một loài rắn trong họ Rắn nước. Loài này được Leach mô tả khoa học đầu tiên năm 1818.